# Maison de Milenko Hadžić à Svrljig
La maison de Milenko Hadžić à Svrljig (en serbe cyrillique : Кућа у којој је живео и радио народни херој др. Миленко Хаџић у Сврљигу ; en serbe latin : Kuća u kojoj je živeo i radio narodni heroj dr. Milenko Hadžić u Svrljigu) se trouve à Svrljig, dans le district de Nišava, en Serbie. Elle est inscrite sur la liste des monuments culturels protégés de la République de Serbie (identifiant no SK 2189),.

## Présentation
Le héros national Milenko Hadžić (1902-1941) a vécu et travaillé dans cette maison construite en 1925.